# 21 Savage
Ша́йя Бин Э́йбрахам-Джо́зеф (англ. Shéyaa Bin Abraham-Joseph;), более известный под псевдонимом 21 Savage (рус. Тве́нти Ван Се́ведж) — американский рэпер, автор песен и музыкальный продюсер, проживающий в Атланте, Джорджия, США. Получил широкую известность после выпуска микстейпа The Slaughter Tape (2015) и мини-альбома Savage Mode (2016), совместно с Metro Boomin. Лауреат премии «Грэмми» за совместный с Джей Коулом трек «A Lot» в номинации «Лучшая рэп-песня».

## Детство и юность
Шайя Бин Эйбрахам-Джозеф родился 22 октября 1992 года в Великобритании. По происхождению гаитянин. Воспитывала его мать, Хезер, которая имеет доминиканское происхождение, помимо него в семье было ещё четверо братьев и шесть сестёр; один из братьев погиб в перестрелке. В 7 лет Шайя переехал в Атланту и сразу пошёл в первый класс государственной школы. Будучи учеником седьмого класса, Шайя был отчислен из школы, и ему запрещено было посещать все школы округа Де-Калб, так как он незаконно хранил у себя огнестрельное оружие. Повзрослев, он вступил в преступную группировку Bloods, вместе с которой совершил множество преступных деяний. В 2013 году в свой 21-й день рождения Шайя подвергся нападению вооружённых грабителей, при этом в него стреляли шесть раз, а его лучший друг был застрелен. После этого случая Шайя решил полностью посвятить себя музыке.

## Карьера

### 2014—2015: Ранние проекты
В ноябре 2014 года 21 Savage опубликовал свой дебютный сингл — «Picky», продюсером которого является DJ Plugg. Чуть позже, весной 2015 года, исполнитель выпустил дебютный микстейп под названием The Slaughter Tape. Летом 2015 года 21 Savage записал совместный мини-альбом с музыкальным продюсером Sonny Digital под названием Free Guwop, который был посвящён трэп-исполнителю Gucci Mane[уточнить]. Зимой того же года артист представил свой второй микстейп, Slaughter King.

### 2016 — конец 2018:Savage Mode,Issa AlbumиWithout Warning
В июне 2016 журнал XXL включил 21 Savage в ежегодный список «Фрешмены», а в середине лета артист вместе с музыкальным продюсером Metro Boomin выпустил совместный мини-альбом Savage Mode, дебютировавший на 23-й строчке чарта Billboard 200, а трек «X» впоследствии получил платиновую сертификацию. Зимой 2017 года исполнитель публично объявил о своём присоединении к звукозаписывающей компании Epic Records. Дебютный студийный альбом артиста, Issa Album, вышел 7 июля 2017 года и дебютировал на втором месте в чарте Billboard 200; сингл «Bank Account» занял 20-ю строчку в чарте Billboard Hot 100. 31 октября 2017 вышел совместный с Offset, участником группы Migos, и продюсером Metro Boomin альбом Without Warning.

### Конец 2018 — настоящее время:I Am > I WasиSavage Mode II
21 декабря 2018 года вышел второй сольный альбом 21 Savage под названием I Am > I Was, который приобрёл платиновый статус. Альбом включает совместные композиции с J. Cole, Post Malone, Gunna, Lil Baby, Project Pat, ScHoolboy Q, Childish Gambino, Yung Miami (из дуэта City Girls), Offset и Young Nudy. Трек «a lot», совместный с J. Cole, и одноимённый клип, который собрал более 100 миллионов просмотров, номинировались на разные премии. 24 декабря был выпущен бонусный трек с Трэвисом Скоттом под названием «out for the night, pt. 2».
2 октября 2020 года вышел совместный альбом с Metro Boomin Savage Mode II, он является сиквелом их мини-альбома Savage Mode. 14 мая 2021 года 21 Savage выпустил саундтрек к фильму «Пила: Спираль».
Дрейк анонсировал совместный студийный альбом Her Loss с 21 Savage, который вышел 28 октября 2022 года.
В 2023 году 21 Savage выпустил сингл «Call Me Revenge» с хип-хоп исполнителем d4vd в преддверии выхода компьютерной игры Call of Duty: Modern Warfare III.

## Музыкальный стиль
Летом 2017 года в интервью журналу Complex 21 Savage заявил, что он позиционирует себя трэп-исполнителем.
Только потому, что какой-то трек звучит на 808-х, не делает этот трек трэп-музыкой… Если я получу бит Нью-Йорка и спою о роке, это будет хип-хоп? Если рок-звезда попадёт на бит Jay-Z и споёт рок-песню, это будет хип-хоп? Только потому, что какой-то чувак зачитает на 808-х, не сделает эту музыку трэпом. Эти парни ничего не знают о трэп-музыке… Трэп — это музыка Атланты… меня, Янг Тага, Migos, Фьючера, 2 Chainz. Чтобы делать трэп-музыку, ты должен представлять Атланту. Не важен бит. Важно то, что ты проповедуешь.21 Savage
Вдобавок, 21 Savage считает T.I., Jeezy и Gucci Mane пионерами трэп-музыки.
Музыка 21 Savage в значительной степени автобиографична с упором на насильственные и криминальные аспекты его прошлого, включая убийства и торговлю наркотиками. Вокально он известен своей «фирменной злодейской монотонной протяжностью».

## Личная жизнь
21 Savage практикует Ифу, которая преимущественно встречается среди народов Нигерии. Татуировка на лице в виде кинжала оказалась данью памяти его младшему брату по имени Куантивеюс. Вдохновившись татуировкой Тони Монтаны из фильма «Лицо со шрамом», Savage вместе с братом решили сделать её на том же месте, что и у Тони — между большим и указательным пальцем. Но Теймен шагнул дальше, набив кинжал прямо на лице. Вскоре Теймен был убит в перестрелке, возникшей в результате неудавшейся наркосделки. Сразу же после этого 21 Savage сделал такую же татуировку и на своём лице.
C лета 2017 имел роман с моделью Эмбер Роуз. Пара рассталась в марте 2018 года. В 2019 году из-за миграционного скандала с ним и его двоюродным братом Young Nudy стало известно, что Шайя родился совсем не в Доминикане, как утверждал ранее, а в Лондоне, его мать вместе с сестрой переехали в Атланту по рабочей визе, которая кончилась в 2019 году. Изначально целью полиции был именно Nudy, но после того как отпечатки Шайи пробили по базе, задержали и его. Рэперы были выпущены под залог в 100 000 $. Возможную депортацию в итоге отменили.
Известно, что у рэпера трое детей.

## Дискография
Студийные альбомы
- Issa Album (2017)
- i am > I was (2018)
- american dream (2024)

Совместные альбомы
- Without Warning (совместно с Offset и Metro Boomin) (2017)
- Savage Mode II (совместно с Metro Boomin) (2020)
- Her Loss (совместно с Drake) (2022)
- Savage Mode III (совместно с Metro Boomin) (2024)

## Награды и номинации
| Год  | Церемония                | Категория                                 | Номинируемая работа                         | Результат |
| ---- | ------------------------ | ----------------------------------------- | ------------------------------------------- | --------- |
| 2017 | BET Awards               | Лучший новый артист                       | 21 Savage                                   | Номинация |
| 2017 | Streamy Awards           | Прорывной артист                          | 21 Savage                                   | Номинация |
| 2018 | iHeartRadio Music Awards | Лучший новый хип-хоп-артист               | 21 Savage                                   | Номинация |
| 2018 | iHeartRadio Music Awards | Хип-хоп-песня года                        | «Rockstar» (совместно с Post Malone)        | Номинация |
| 2018 | Billboard Music Awards   | Лучший новый артист                       | 21 Savage                                   | Номинация |
| 2018 | Billboard Music Awards   | Лучшая песня Hot 100                      | «Rockstar» (совместно с Post Malone)        | Номинация |
| 2018 | Billboard Music Awards   | Лучшая песня Streaming Songs (аудио)      | «Rockstar» (совместно с Post Malone)        | Номинация |
| 2018 | Billboard Music Awards   | Лучшая совместная работа                  | «Rockstar» (совместно с Post Malone)        | Номинация |
| 2018 | Billboard Music Awards   | Лучшая рэп-песня                          | «Rockstar» (совместно с Post Malone)        | Победа    |
| 2018 | American Music Awards    | Любимая рэп/хип-хоп-песня                 | «Rockstar» (совместно с Post Malone)        | Номинация |
| 2018 | American Music Awards    | Совместная работа года                    | «Rockstar» (совместно с Post Malone)        | Номинация |
| 2018 | MTV Europe Music Awards  | Лучшая песня                              | «Rockstar» (совместно с Post Malone)        | Номинация |
| 2018 | MTV Video Music Awards   | Песня года                                | «Rockstar» (совместно с Post Malone)        | Победа    |
| 2018 | MTV Video Music Awards   | Лучшее хип-хоп-видео                      | «Bartier Cardi» (совместно с Карди Би)      | Номинация |
| 2018 | BET Awards               | Лучшая совместная работа                  | «Bartier Cardi» (совместно с Карди Би)      | Номинация |
| 2018 | BET Hip Hop Awards       | Лучшая совместная работа                  | «Bartier Cardi» (совместно с Карди Би)      | Номинация |
| 2018 | BET Hip Hop Awards       | Лучшая совместная работа, дуэт или группа | «Ric Flair Drip»                            | Номинация |
| 2019 | Grammy Awards            | Запись года                               | «Rockstar» (совместно с Post Malone)        | Номинация |
| 2019 | Grammy Awards            | Лучшее рэп-/песенное исполнение           | «Rockstar» (совместно с Post Malone)        | Номинация |
| 2020 | Grammy Awards            | Лучший рэп-альбом                         | i am > i was                                | Номинация |
| 2020 | Grammy Awards            | Лучшая рэп-песня                          | a lot                                       | Победа    |
| 2022 | «Грэмми»                 | Лучшая-рэп песня                          | m y . l i f e (совместно с J. Cole, Morray) | Номинация |
| 2022 | «Грэмми»                 | Лучшее рэп-исполнение                     | m y . l i f e (совместно с J. Cole, Morray) | Номинация |